# Tanzaniaspekvreter
De Tanzaniaspekvreter (Pinarochroa sordida; synoniem: Cercomela sordida) is een zangvogel uit de familie Muscicapidae (vliegenvangers).

## Verspreiding en leefgebied
Deze soort telt 4 ondersoorten:
- P. s. sordida: Ethiopië.
- P. s. ernesti: Oeganda en Kenia.
- P. s. olimotiensis: de Craterhooglanden in noordelijk Tanzania.
- P. s. hypospodia: Kilimanjaro in noordelijk Tanzania.